# Theo Jellema
Theo Jellema (Leeuwarden, 1955) is een Nederlands organist en muziekpedagoog.

## Levensloop
Jellema studeerde aan het Stedelijk Conservatorium van Groningen in de orgelklas van Wim van Beek. Hij behaalde zijn solodiploma met onderscheiding in 1978. 
In 1981 werd hij organist van de Lutherse kerk in Leeuwarden (Van Dam-orgel, 1869). In 1986 werd hij organist van de Martinikerk in Franeker (Van Dam-orgel, 1842). Bij de restauratie van dit instrument in 1996 speelde hij een belangrijke rol. Hij was organist van het hoofdorgel van de Grote- of Jacobijnerkerk in Leeuwarden (van Christian Müller, 1727).  
Van 1983 tot 1989 was hij docent orgel aan de conservatoria van Groningen en daarnaast  die van Zwolle en Arnhem. 
Hij gaf een groot aantal concerten, zowel in Europese landen als in Japan, evenals meestercursussen en 'workshops'. Hij speelde verschillende 'integrales':
- in 1990 alle orgelwerken van César Franck - Martinikerk (Franeker),
- in 1999 het complete orgeloeuvre van Olivier Messiaen -  Grote Kerk (Leeuwarden), Martinikerk (Franeker) en Sint-Martinuskerk (Sneek))
- in 2000 een Johann Sebastian Bach-integrale - Grote Kerk (Leeuwarden)
- in 2003 de Pièces de Fantaisie van Louis Vierne - Martinikerk (Franeker).

Theo Jellema was regelmatig jurylid bij orgelconcoursen. In 2009 was hij jurylid voor de internationale orgelwedstrijd in het kader van het MAfestival Brugge.
Samen met wijlen Jan Jongepier leidde hij jaarlijks een internationale orgelreis. Hij was ook werkzaam als orgeladviseur, onder meer voor de Commissie orgelzaken van de Protestantse Kerk in Nederland. Hij was artistiek adviseur van de Stichting Organum Frisicum en is redacteur van de Friese Orgelkrant.
in 2017 werd Jellema benoemd tot stadsorganist van Leeuwarden.
In 2021 doet hij het advies voor de nieuwbouw van een orgel in de Westerkerk van Enkhuizen. Op 9 juni 2024 nam hij het Hoofdwerk en Pedaal van dat orgel in gebruik met een Benefiet concert Te beluisteren op Soundcloud (Westerkerkorgel Enkhuizen) 

## Onderscheidingen
- Zilveren medaille van de Franse Société Académique Arts-Sciences-Lettres (2003)